# André Renaux
Pour les articles homonymes, voir Renaux.
André Renaux, né le 29 août 1882 à Roubaix, est un footballeur français évoluant au poste de gardien de but. Il est mort le 27 mai 1924 à Roubaix des suites d'une maladie de cœur. Son frère cadet Charles Renaux est aussi international de football au poste de milieu de terrain.
Il s'est marié le 30 juillet 1913 à Andréa Tobi, née le 30 juillet 1889 à Roubaix et a eu un fils, Jean Renaux, né à Roubaix le 19 mars 1915.

## Carrière
André Renaux évolue au RC Roubaix lorsqu'il connaît sa première  sélection en équipe de France de football. Il affronte sous le maillot bleu lors d'un match amical à Londres l'équipe d'Angleterre de football amateur le 23 mars 1908. Les Anglais s'imposent sur le score de 12-0. 
Il a été convoqué pour ce match car c’était le gardien le plus proche pour rejoindre Londres dans les temps pour suppléer le titulaire prévu Zacharie Bâton, qui n’a pas eu l’autorisation de se rendre en Angleterre, ou son remplaçant Maurice Tillette, qui s'est blessé sur place. «Ça a été le point faible de l’équipe», résume ainsi L’Auto. «On pourra se demander pour quelles raisons le Roubaisien était là, alors qu’il n’est même pas remplaçant de l’équipe française. Renaux, au début, était énervé et à certains moments, il n’essayait même pas de parer. Dans les tribunes, Tillette, le gardien de but de réserve malheureusement blessé, s’énervait en songeant qu’il eût mieux fait que lui sur le terrain».
Il remporte aussi avec le RC Roubaix les Championnats de France de football USFSA 1903, 1904, 1906 et 1908. Il joue aussi les finales perdues des Championnats 1905 et 1907.